# Exoprosopa flammicoma
Exoprosopa flammicoma är en tvåvingeart som beskrevs av Francois 1964. Exoprosopa flammicoma ingår i släktet Exoprosopa och familjen svävflugor.
Artens utbredningsområde är Madagaskar. Inga underarter finns listade i Catalogue of Life.